# Le novizie
Le novizie (Les novices) è un film del 1970 diretto da Guy Casaril.

## Trama
Agnès, novizia in un convento di suore a Mentone, fugge e si reca a Parigi. Qui incontra una prostituta italiana, Lisa, con la quale fa amicizia e che la ospita a casa sua.
Lisa, suggerisce ad Agnès di praticare la sua stessa attività, ma la stessa è riluttante a farlo; la ragazza, grazie al favore fattogli dal responsabile della motorizzazione, cliente di Lisa, ottiene la patente per guidare l'ambulanza, e diventa autista. Lisa acquista un'autolettiga che viene guidata dalla ragazza, allo scopo di trovare clienti per le strade della città e ospitarli nel mezzo.
L'attività si dimostra molto redditizia, ma scoperte della polizia, le due donne sono costrette a fuggire in campagna, dove inutilmente cercano di procurarsi qualcosa da mangiare. Alla fine Agnès torna in convento, e porta Lisa con sé.